# 175丁目駅
175丁目駅（175ちょうめえき、英語: 175th Street）はニューヨーク市地下鉄IND8番街線の駅である。マンハッタン区アッパー・マンハッタンワシントンハイツの175丁目とフォート・ワシントン・アベニューの交差点に位置し、A系統が終日停車する。また、付近のバスターミナルの名を取り175丁目-ジョージ・ワシントン・ブリッジ・バスターミナル駅 (175th Street–George Washington Bridge Bus Terminal) とも呼ばれる。

## 駅構造
| G          | 地上階                     | 出入口 |
| M          | 改札階                     | 改札口、駅員詰所、メトロカード自動券売機 (177丁目とフォート・ワシントン・アベニュー交差点北東にエレベーター)    |
| P ホーム階 | 北行線                     | ← インウッド-207丁目駅行き（181丁目駅）                                                                         |
| P ホーム階 | 島式ホーム、左側ドアが開く | |
| P ホーム階 | 南行線                     | → モット・アベニュー駅、オゾン・パーク駅行き（168丁目駅）→ 夕ラッシュ：ロッカウェイ・パーク駅行き（168丁目駅）→ |

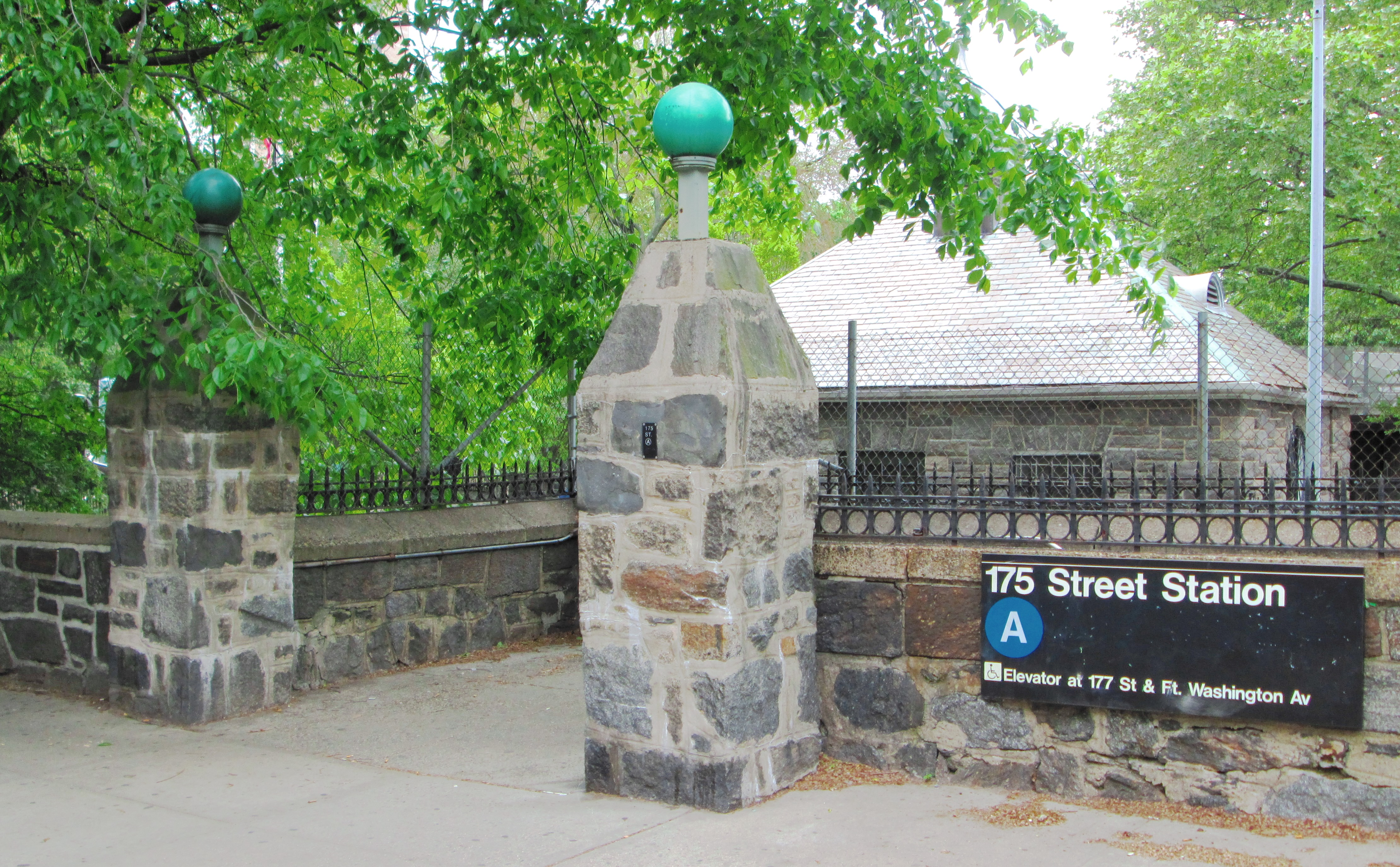
175丁目にある石造の階段

駅は1932年9月10日に開業、島式ホーム1面と2線を備えた1面2線の駅で、ホーム上の柱は他の駅のように2列ずつではなくホーム中心に1列で並んでいる。この駅のタイルワークは平野であるが、南北隣駅にある茶色のタイルは無い。
駅から地下通路でジョージ・ワシントン・ブリッジバス停に繋がっている。この通路はニューヨーク・ニュージャージー港湾公社により管理されており、駅の改札階からアクセスが可能であるが短い階段を通過する必要があるため車椅子ではアクセスできない。トンネルは午前1時から午前5時までは閉鎖されている。
駅の東にはC系統の車両の留置に使用される174丁目車両基地が隣接している。
駅は2015-2019 MTAキャピタル・プログラムの一環として改装される予定である。

### 出口
駅には175丁目と177丁目の2ヶ所に改札口があり、どちらも終日開いている。駅は車椅子でもホームまでアクセスが可能でエレベーターは177丁目北東の出入口から改札階と改札階からホームへの2機が設置せれている。エレベーターは1990年代に障害を持つアメリカ人法に準拠し設置され、地下鉄内で最も古いエレベーターの1つでもある。
- エレベーター1機、階段1つ、西177丁目とフォート・ワシントン・アベニューの交差点北東[6]。
- 階段2つ、西177丁目とフォート・ワシントン・アベニューの交差点北西[6]。
- 階段1つ、西177丁目とフォート・ワシントン・アベニューの交差点南西[6]。
- 階段1つ、西175丁目とフォート・ワシントン・アベニューの交差点南東[6]。
- 階段1つ、西175丁目とフォート・ワシントン・アベニューの交差点西側[6]。

このほか、駅の南端には西174丁目とフォート・ワシントン・アベニューの交差点南東に繋がっていた閉鎖された通路がある。

## 路線バス
駅近くのジョージ・ワシントン・ブリッジバス停にはMTAリージョナル・バス・オペレーションズの10路線と様々な州間連絡バスが発着している。
| 系統                                               | 運行会社           | 北/西側ターナミル                                | 南/東側ターミナル                                                       | 経由                                                                     | 備考                                                                                             |
| 路線バス                                           | 路線バス           | 路線バス                                         | 路線バス                                                                | 路線バス                                                                 | 路線バス                                                                                         |
| -------------------------------------------------- | ------------------ | ------------------------------------------------ | ----------------------------------------------------------------------- | ------------------------------------------------------------------------ | ------------------------------------------------------------------------------------------------ |
| M4                                                 | ニューヨーク市バス | クロイスターズかフォート・トライオン・パーク     | ペンシルベニア駅                                                        | ブロードウェイ、5番街                                                    | クロイスターズ博物館開館中はクロイスターズ発着、その他時間帯はフォート・トライオン・パーク発着。 |
| M5                                                 | ニューヨーク市バス | ブロードウェイ・西179丁目                        | サウス・フェリー                                                        | リバーサイド・ドイラブ、5番街、ブロードウェイ                            |                                                                                                  |
| M98                                                | ニューヨーク市バス | フォート・トライオン・パーク                     | 68丁目/レキシントン・アベニュー                                         | ハーレム川ドライブ、レキシントン・アベニュー                             | ラッシュ時のみ運行                                                                               |
| M100                                               | ニューヨーク市バス | 西220丁目/ブロードウェイ, インウッド             | 東125丁目/5番街, イースト・ハーレム                                     | ブロードウェイ、アムステルダム・アベニュー                               |                                                                                                  |
| Bx3                                                | ニューヨーク市バス | 238丁目駅、リバーデイル                          | 西179丁目東・ブロードウェイ                                             | ユニバーシティ・アベニュー                                               |                                                                                                  |
| Bx7                                                | ニューヨーク市バス | 西263丁目/リバーデイル・アベニュー, リバーデイル | 168丁目駅                                                               | ブロードウェイ、ジョンソン・アベニュー、ヘンリー・ハドソン・パークウェイ |                                                                                                  |
| Bx11                                               | ニューヨーク市バス | 西179丁目西・ブロードウェイ                      | シンプソン・ストリート駅, ロングウッド                                  | 170丁目                                                                  |                                                                                                  |
| Bx13                                               | ニューヨーク市バス | 西179丁目西・ブロードウェイ                      | ブロンクス・ターミナル・マーケット（ラッシュ時は3番街/163丁目まで延長） | オグデン・アベニュー、ヤンキー・スタジアム                               |                                                                                                  |
| Bx35                                               | ニューヨーク市バス | 西179丁目東・ブロードウェイ                      | シンプソン・ストリート駅, ロングウッド                                  | 167&169丁目                                                              |                                                                                                  |
| Bx36                                               | ニューヨーク市バス | 西179丁目西・ブロードウェイ                      | オルムステッド・アベニュー/シーワード・アベニュー, キャッスル・ヒル     | 174/180丁目                                                              |                                                                                                  |
| その他路線                                         |                    |                                                  |                                                                         |                                                                          |                                                                                                  |
| ジョージ・ワシントン・ブリッジ・バスターミナル発着 | 多数               | ジョージ・ワシントン・ブリッジ・バスターミナル   |                                                                         |                                                                          |                                                                                                  |